# Tropidion pulvinum
Tropidion pulvinum là một loài bọ cánh cứng trong họ Cerambycidae.